# Controladoria-Geral do Estado de Mato Grosso do Sul
| Controladoria-Geral do Estado                                                                        |                                |
| Avenida Desembargador José Nunes da Cunha, s/n - Parque dos Poderes, bloco 3 Campo Grande, MS CGE-MS |                                |
| Criação                                                                                              | 9 de dezembro de 2016 (8 anos) |
| Atual secretário                                                                                     | Carlos Eduardo Girão de Arruda |

A Controladoria-Geral do Estado de Mato Grosso do Sul (CGE-MS) é o órgão estadual que fiscaliza as ações do Poder Público quanto às finanças e presta assistência para correta aplicação orçamentária. É uma das duas autarquias com status de secretaria que integra o Governo de Mato Grosso do Sul.

## História
A Controladoria foi criada por lei sancionada em dezembro de 2014, em uma reforma administrativa proposta pelo então governador eleito Reinaldo Azambuja. Porém, o órgão não foi imediatamente implantado, o que foi alvo de questionamentos do Ministério Público Federal.
Somente dois anos depois de sua criação, a CGE foi oficialmente instalada, com o primeiro titular nomeado em fevereiro de 2017.

## Atribuições
Cabe à Controladoria-Geral realizar atividades de auditoria e de fiscalização nos sistemas financeiros e administrativos; assessorar aos órgãos e às entidades do Poder Executivo para administrações de bens e recursos públicos; acompanhar receitas e despesas; avaliar o cumprimento do orçamento e do plano plurianual; propor a impugnação de despesas; prestar apoio ao Tribunal de Contas; dentre outras atribuições.